# Cyclaspis affinis
Cyclaspis affinis is een zeekommasoort uit de familie van de Bodotriidae. De wetenschappelijke naam van de soort is voor het eerst geldig gepubliceerd in 1968 door Lomakina.